# Star X
Star X è un videogioco sparatutto del 2002 per Game Boy Advance. Originariamente annunciato con il titolo di Star Fight, il gioco è ispirato a Star Fox.